# Jugescharellina elongata
Jugescharellina elongata is een mosdiertjessoort uit de familie van de Lekythoporidae. De wetenschappelijke naam van de soort is voor het eerst geldig gepubliceerd in 1989 door Gordon.